# Cymothoe njombe
Cymothoe njombe är en fjärilsart som beskrevs av Arthur Rydon 1996. Cymothoe njombe ingår i släktet Cymothoe och familjen praktfjärilar. Inga underarter finns listade i Catalogue of Life.